# پیت تراویس
پیت تراویس (انگلیسی: Pete Travis) کارگردان فیلم اهل انگلستان است.
وی کارگردان فیلم‌هایی همچون نقطه برتری، درد و شهر روشنایی‌های کوچک بوده‌است.